# Rhopalostylis baueri
Rhopalostylis baueri es una especie de palmera originaria de Isla Norfolk (Australia) y de Islas Kermadec (Nueva Zelanda). Su nombre común es 'Norfolk Island Palm' o 'Niau'. En Nueva Zelanda se llama 'Kermadec Nikau'.

## Descripción
R. baueri alcanza los 10 m de altura o más. Las hojas son pinnadas y de 3 a 4 m de largo, con un robusto y erecto pecíolo de aproximadamente 20 cm de largo. El capitel es de 50-60 cm de largo. La inflorescencia es de 30 a 50 cm de larga con 50 a 60 ramas bastante robusta. Los frutos son de color verde al principio, tornando un color rojo brillante cuando está maduro, y son el alimento favorito de la especie en peligro el perico de la isla de Norfolk. 

## Distribución

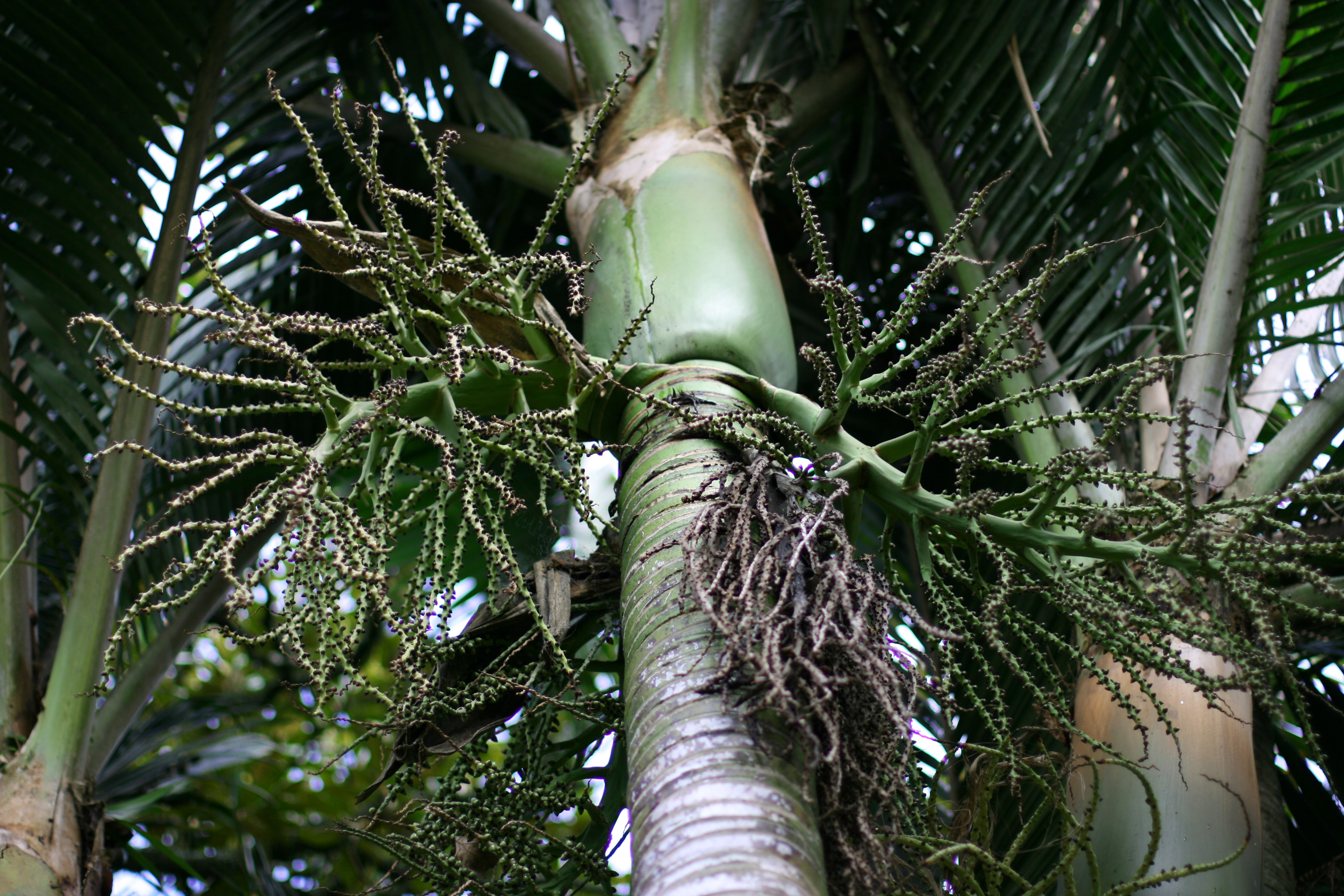
R. baueri

En la isla de Norfolk ahora ocupa un pequeño espacio en el centro de la isla, cerca del parque nacional, donde la especie está amenazada tanto por las ratas que se comen los plantones jóvenes y las frutas. Es raro en otras partes de la isla. En las Islas Kermadec, parte de su área de distribución no está amenazada, pero solo se produce en la Isla Raoul. Tras el éxito de la erradicación de ratas en la Isla Raoul, la palma se ha extendido mucho. En la isla de Norfolk, que todavía está infestado de roedores, R. baueri se regenera y es abundante en algunas localidades. Si los roedores fueran eliminados de Norfolk, la palma se beneficiarían en gran medida.

## Cultivo

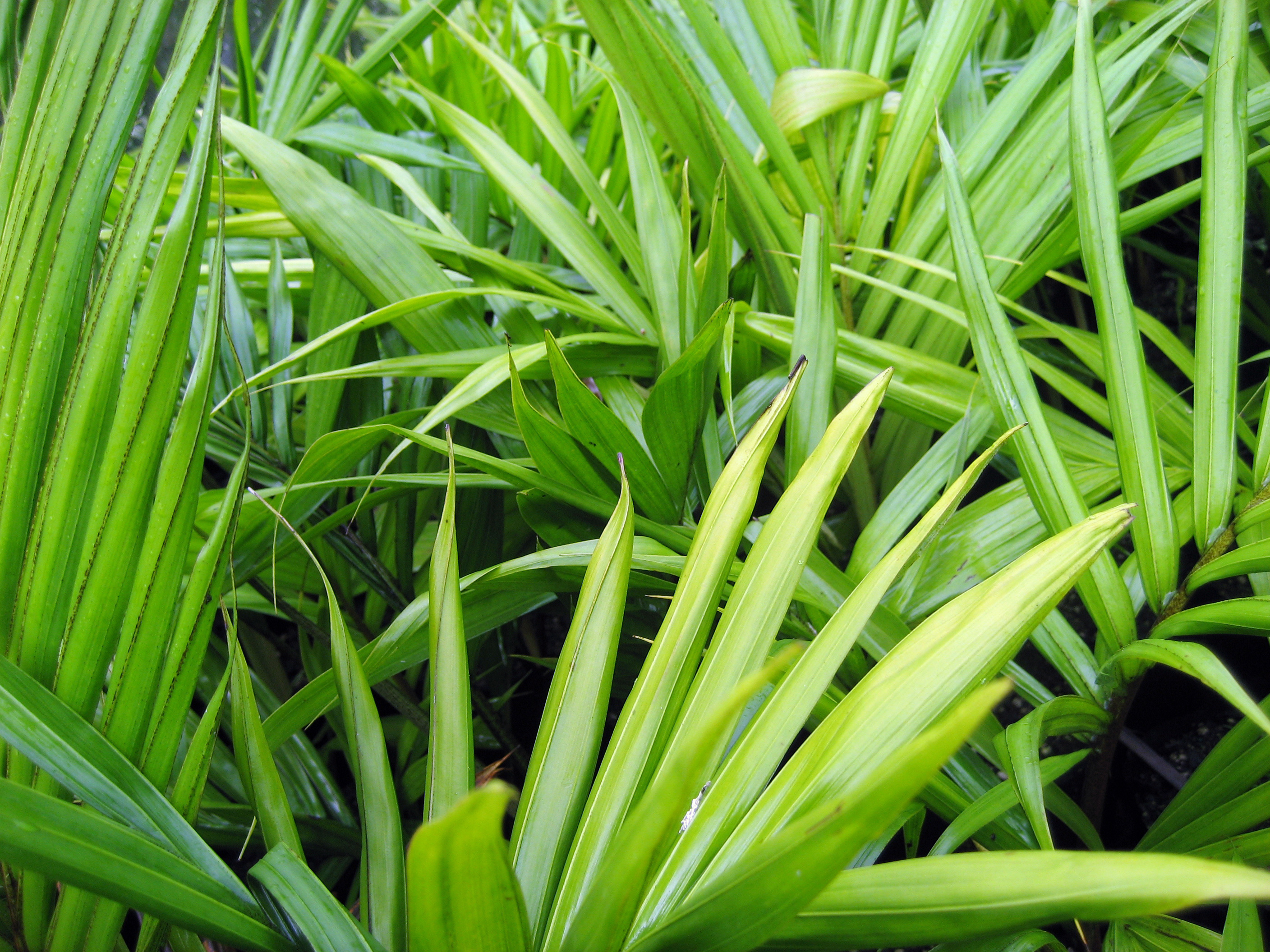
R. baueri

En el hemisferio sur, fuera de su hábitat, R. baueri se cultiva en el territorio continental de Nueva Zelanda como una alternativa de crecimiento más rápido a la otra similar R. sapida, el Palm Nikau, la otra única especie del género Rhopalostylis. También se cultiva en los estados australianos de Nueva Gales del Sur, Queensland, Victoria y Australia Occidental. En el hemisferio norte,  excelentes ejemplares cultivados se encuentran en las costas del sureste de Azores y Madeira, que ofrecen climas similares a los de las especies de origen. Las especies también se cultiva al aire libre en la costa de California, Hawái, territorio continental de Portugal y España, las Islas Canarias, y en algunas partes de la cuenca mediterránea (por ejemplo, en Palermo, Italia).

## Taxonomía
Rhopalostylis baueri fue descrita por (Hook.f.) H.Wendl. & Drude y publicado en Bot. Zeitung (Berlin) 35: 638. 1877
Etimología
Rhopalostylis: nombre genérico que deriva de las palabras griegas: rhopalon = "club" y stylis = "estilo", en referencia a la forma de pistilada de la flor estaminada.
baueri: epíteto otorgado en honor del botánico Franz Bauer.
Sinonimia
- Areca baueri Hook.f., Fl. Nov.-Zel. 2: 262 (1853).
- Kentia baueri (Hook.f.) Seem., Fl. Vit.: 269 (1868).
- Eora baueri (Hook.f.) O.F.Cook, J. Heredity 18: 409 (1927).
- Seaforthia robusta H.Wendl. in O.C.E.de Kerchove de Denterghem, Palmiers: 257 (1878), nom. nud.
- Rhopalostylis cheesemanii Becc. ex Cheeseman, Trans. & Proc. New Zealand Inst. 48: 215 (1916).
- Eora cheesemanii (Becc. ex Cheeseman) O.F.Cook, J. Heredity 18: 409 (1927).
- Eora ultima O.F.Cook, J. Heredity 18: 409 (1927).
- Rhopalostylis baueri var. cheesemanii (Becc. ex Cheeseman) Sykes, Bull. New Zealand Dept. Sci. Industr. Res. 119: 184 (1977).[4]